# Androsace hohxilensis
Androsace hohxilensis là một loài thực vật có hoa trong họ Anh thảo. Loài này được R.F.Huang & S.K.Wu mô tả khoa học đầu tiên năm 1996.